# Papilio othello
Papilio othello is een vlinder uit de familie van de pages (Papilionidae). De wetenschappelijke naam van de soort is voor het eerst geldig gepubliceerd door Henley Grose-Smith. Dit taxon wordt wel beschouwd als een ondersoort van Papilio aegeus.